# 1,2,3-triazol
1,2,3-Triazol je dusíkatá heterocyklická sloučenina, společně s 1,2,4-triazolem je jedním z triazolů, heterocyklických sloučenin s nenasyceným pětičlenným cyklem obsahujícím tři atomy dusíku. Patří mezi zásadité aromatické heterocykly.
Deriváty 1,2,3-triazolu lze připravit azido-alkynovou Huisgenovou cykloadicí, v níž azid reaguje s alkynem projdou 1,3-dipolární cykloadiční reakcí.
1,2,3-Triazol je mnohem stabilnější než většina ostatních organických sloučenin s třemi vedle sebe umístěnými atomy dusíku; ovšem při vakuové pyrolýze za teploty 500 °C ztrácí molekulární dusík (N2) za vzniku tříčlenného aziridinového cyklu. Některé triazoly se dají poměrně snadno odstranit díky tautomerii v cyklickém řetězci, příkladem může být Dimrothův přesmyk.
1,2,3-Triazol se využívá jako základní surovina pro přípravu složitějších sloučenin, například léčiv mubritinibu a tazobaktamu.